# Siebe Vandermeulen
Siebe Vandermeulen (Tienen, 2 januari 2001) is een Belgisch voetballer die als verdediger voor Telstar speelt.

## Carrière
Siebe Vandermeulen geboren op 2 januari 2001 te Tienen. Hij groeide op in Lubbeek. Siebe speelde in de jeugdreeksen bij Racing Butsel, Oud-Heverlee Leuven en KRC Genk. Hij begon in 2006 op 5-jarige leeftijd bij de U7 van Racing Butsel. In 2008 maakte hij de overstap naar de jeugdopleiding van Oud-Heverlee Leuven om vervolgens in 2013 de overstap te maken naar KRC Genk. Bij laatstgenoemde club speelde hij van 2018 tot 2020 in het Belofte-elftal (U23). In het seizoen 2019-2020 speelde hij met KRC Genk in de UEFA Youth League en scoorde in deze competitie 2 doelpunten. In 2020 vertrok hij transfervrij naar Telstar, waar hij een contract tot medio 2022 tekende. Hij debuteerde in het betaald voetbal op 30 augustus 2020, in de met 2-2 gelijkgespeelde thuiswedstrijd tegen FC Volendam.
Vanaf zijn 15de werd Siebe telkens geselecteerd voor het Nationale Elftal, U15, U16, U17, U18 en U19. Het hoogtepunt van zijn Nationale jeugd carrière is het Europees Kampioenschap U17 in Engeland. Hij werd met zijn team uitgeschakeld in de halve finale na een 2-1 verlies tegen Italië. In totaal speelde Siebe 47 interlands en scoorde 4 doelpunten.

### Statistieken
| Seizoen                        | Club           | Land           | Competitie     | Competitie | Competitie | Beker | Beker | Totaal | Totaal |
| Seizoen                        | Club           | Land           | Competitie     | Wed.       | Dlp.       | Wed.  | Dlp.  | Wed.   | Dlp.   |
| ------------------------------ | -------------- | -------------- | -------------- | ---------- | ---------- | ----- | ----- | ------ | ------ |
| 2020/21                        | Telstar        | Nederland      | Eerste divisie | 9          | 0          | 1     | 0     | 10     | 0      |
| Carrièretotaal                 | Carrièretotaal | Carrièretotaal | Carrièretotaal | 9          | 0          | 1     | 0     | 10     | 0      |
| Bijgewerkt op 6 september 2020 |                |                |                |            |            |       |       |        |        |